# El anzuelo de Fenisa
El anzuelo de Fenisa es una obra de teatro de Félix Lope de Vega publicada en 1617, en la octava entrega de sus Comedias.

## Sinopsis
Basada en el décimo cuento del octavo día del Decamerón de Boccaccio. Fenisa, una dama de la corte de Palermo, intenta cortejar al rico mercader Lucindo para así beneficiarse de su patrimonio. Paralelamente, Dinarda, disfrazada de hombre, llega a Palermo en busca del hombre que la sedujo y luego la abandonó. Fenisa termina enamorándose de un tal don Juan de Lara, que no es otro que el disfraz bajo el que se esconde Dinarda. Por otro lado Fenisa es engañada por Lucindo. Al final, Dinarda encuentra a su amado Albano y se casa con él, mientras que Fenisa se queda sin amor y sin dinero.

## Representaciones en elsigloXX
- Teatro María Guerrero, Madrid, 1961.
  - Dirección: José Luis Alonso.
  - Música: Matilde Salvador.
  - Intérpretes: Carmen Bernardos (Fenisa), José María Seoane (Lucindo), María Luisa Ponte, Antonio Ferrandis, Lola Cardona, José María Prada, José Vivó, Manuel Andrés.

- Teatro de la Comedia, Madrid, 1997.
  - Dirección: Pilar Miró.
  - Intérpretes: Magüi Mira (Fenisa), Maru Valdivieso (Dinarda), Pedro Mari Sánchez, Joaquín Notario, Maite Blasco, José Lifante, Miguel del Arco.